# Eliezer Waldman

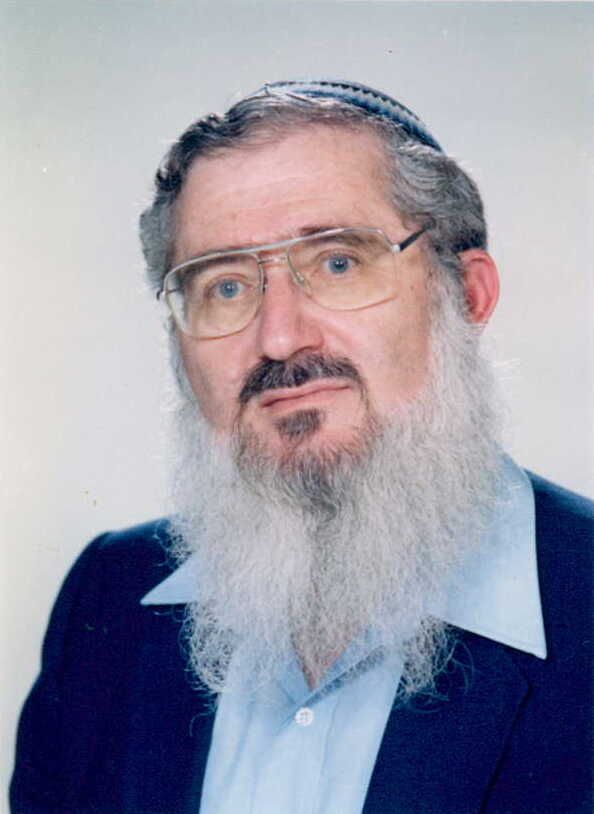
Eliezer Waldman

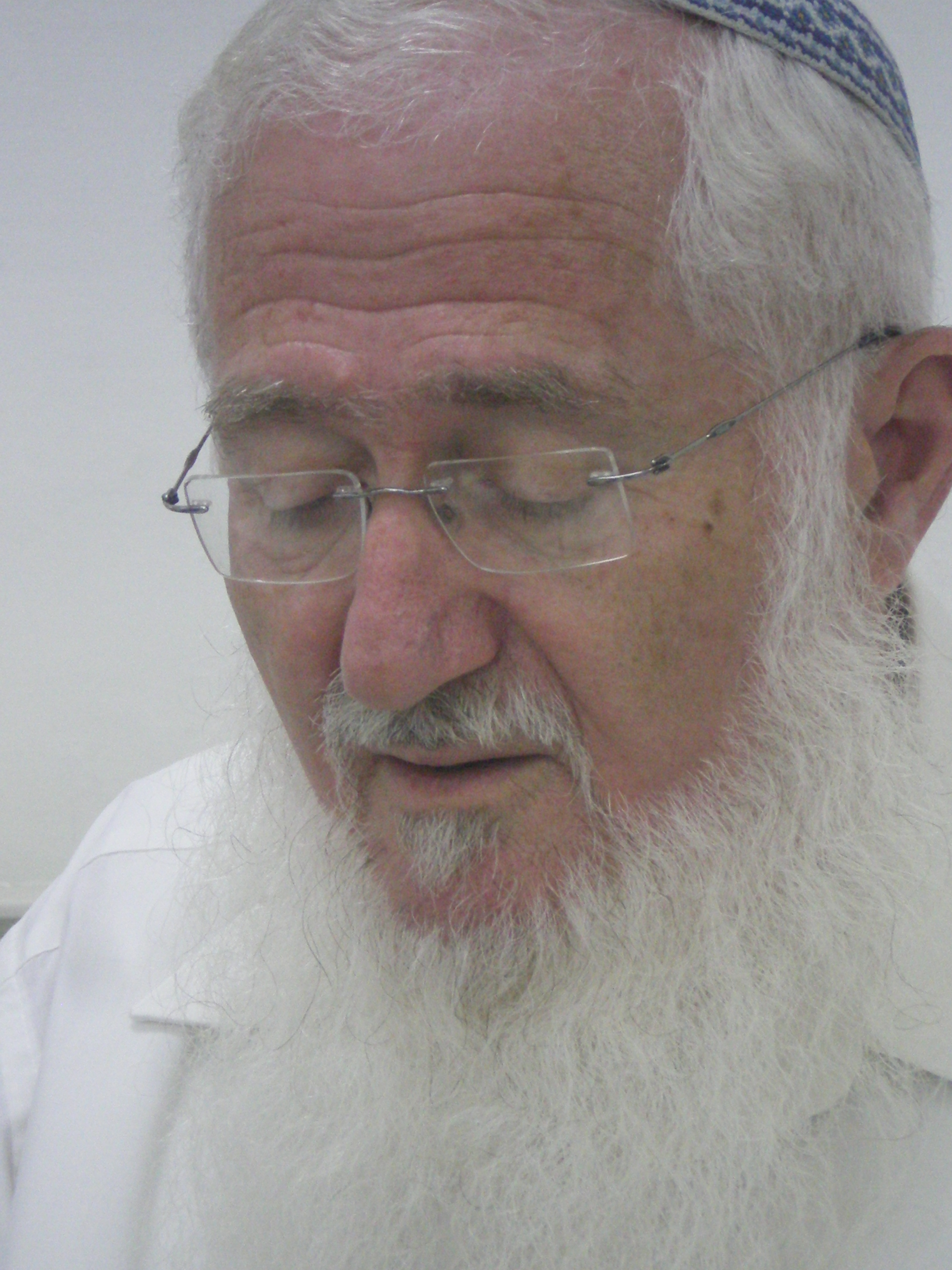
Eliezer Waldman (2008)

Eliezer Waldman (hebräisch אליעזר ולדמן, * 11. Februar 1937 in Petach Tikwa; † 18. Dezember 2021) war ein israelischer Rabbiner, Rosch-Jeschiwa und Politiker, der zwischen 1984 und 1990 Abgeordneter für die Techija-Partei in der Knesset war.

## Leben
Eliezer Waldman wurde 1937 in Petach Tikwa, einem Vorort Tel Avivs, geboren. Damals war Palästina noch britisches Mandat. Im Alter von drei Jahren gingen seine Eltern mit ihm in die Vereinigten Staaten, wo er die Yeshiva University und das Brooklyn College besuchte; dort studierte er Philosophie und Psychologie. Im Jahr 1956 kehrte er nach Israel zurück.
1972 wurde er Leiter der Special Yeshiva in Hebron sowie Leiter der jüdischen Siedlung in der Stadt und gehörte zu den Gründern der Siedlung Kirjat Arba. Er war ebenfalls Mitbegründer der Gusch-Emunim-Bewegung sowie der Techija-Partei. 1984 wurde er über deren Parteiliste in die Knesset gewählt, 1988 wiedergewählt, legte aber schließlich am 31. Januar 1990 sein Mandat nieder und wurde durch Elyakim Haetzni ersetzt.